# Cosmogenesis
Cosmogenesis es el segundo disco del grupo de death metal, Obscura, lanzado en 2009 por Relapse Records.

## Contenido
Obscura hizo un video para la canción «Anticosmic Overload». La canción «Incarnated» está basada en un poema de llamado Der Erlkönig de Johann Wolfgang von Goethe. Las canciones «Desolate Spheres» y «Centric Flow» están basadas en un poema llamado "The Dance of Shiva".

## Lista de canciones
Todas las letras por Steffen Kummerer.

| N.º   | Título                            | Duración |  |
| 1.    | «Anticosmic Overload»             | 4:16     |  |
| 2.    | «Choir Of Spirits»                | 5:31     |  |
| 3.    | «Universe Momentum»               | 4:33     |  |
| 4.    | «Incarnated»                      | 4:53     |  |
| 5.    | «Orbital Elements (Instrumental)» | 5:21     |  |
| 6.    | «Desolate Spheres»                | 4:01     |  |
| 7.    | «Infinite Rotation»               | 4:48     |  |
| 8.    | «Noospheres»                      | 5:04     |  |
| 9.    | «Cosmogenesis»                    | 4:15     |  |
| 10.   | «Centric Flow»                    | 7:25     |  |
| 50:07 |                                   |          |  |

## Listas musicales de álbumes
| Lista               | Mejor posición |
| ------------------- | -------------- |
| EUA Top Heatseekers | 71             |

## Créditos y personal
- Steffen Kummerer - Voz, guitarras
- Christian Muenzner − Guitarras
- Jeroen Paul Thesseling - Bajo
- Hannes Grossmann - Batería

- Ron Jarzombek - Solo de guitarra (canción 9)
- Tymon Kruidenier - Solo de guitarra (canción 2)
- Vic Santura - Voces adicionales (canciones 3, 6, 8, y 10)